# Aristerospira
Aristerospira, en ocasiones erróneamente denominado Aristospira, es un género de foraminífero bentónico de estatus incierto, aunque considerado un sinónimo posterior de Discorbis de la familia Discorbidae, de la superfamilia Discorboidea, del suborden Rotaliina y del orden Rotaliida. Su especie tipo era Aristerospira isoderma. Su rango cronoestratigráfico abarcaba el Holoceno.

## Discusión
Han llegado a ser considerados formas juveniles de foraminíferos planctonicos.

## Clasificación
Se han descrito numerosas especies de Aristerospira. Entre las especies más interesantes o más conocidas destacan:
- Aristerospira isoderma

Un listado completo de las especies descritas en el género Aristerospira puede verse en el siguiente anexo.